# Dejan Perić
Dejan Perić (serbisch-kyrillisch Дејан Перић; * 22. September 1970 in Bečej, SR Serbien, SFR Jugoslawien) ist ein ehemaliger serbischer Handballspieler. Er spielte stets als Torwart.

## Spielerkarriere

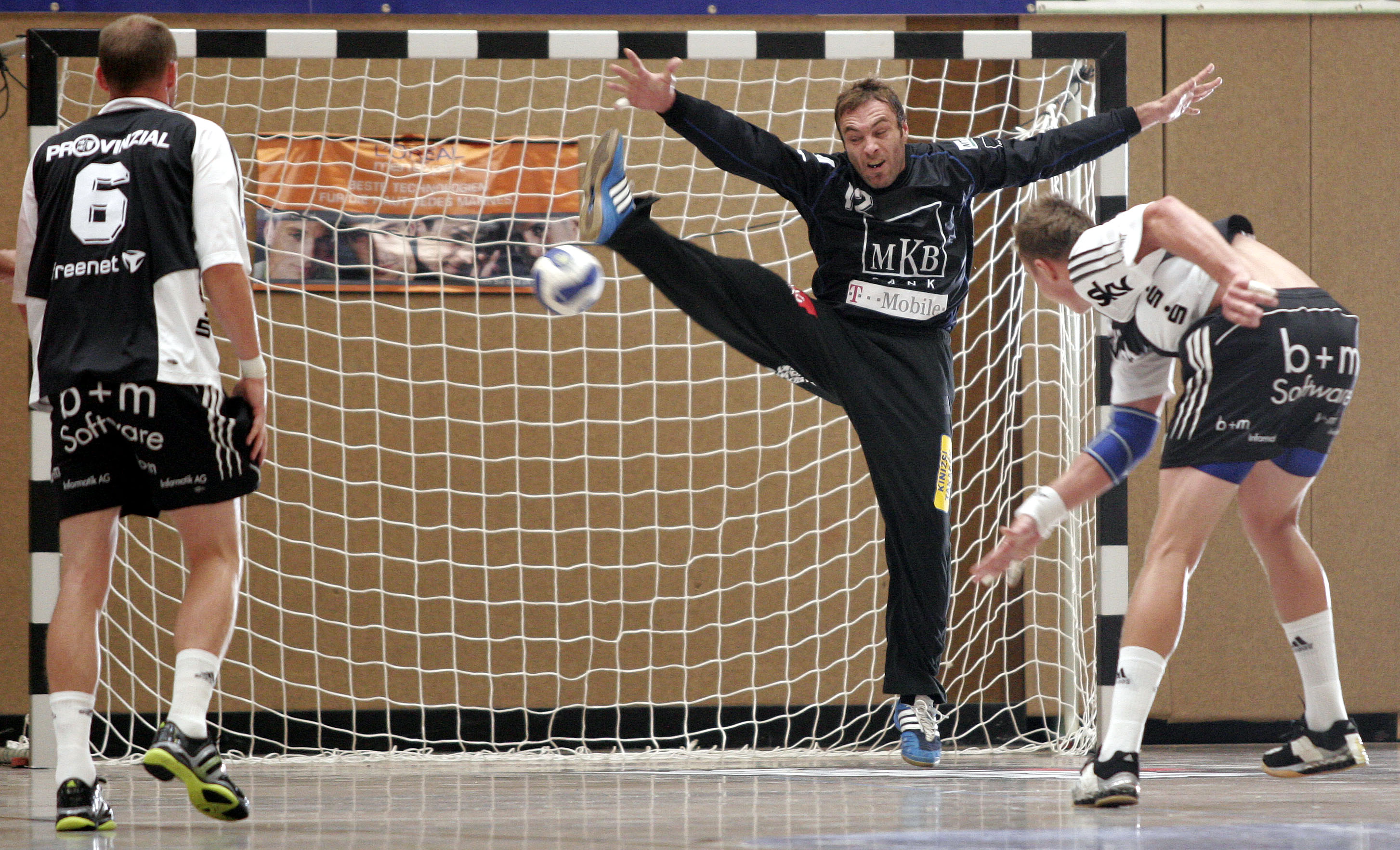
Dejan Perić in Aktion

Dejan Perić begann mit dem Handballspiel bei Dinamo Pančevo, bevor er mit 16 Jahren ins Jugend-Internat des serbischen Spitzenclubs RK Roter Stern Belgrad kam. Nach dem Gewinn der serbischen Meisterschaft mit Belgrad wechselte er 1992 zu Atlético Madrid in die spanische Liga ASOBAL, wo er allerdings erfolglos blieb und deshalb nach zwei Jahren weiter zu Teucro Pontevedra zog. Als sich auch hier kein Erfolg einstellte, zog er 1995 weiter nach Slowenien zum Serienmeister RK Celje. Mit den Männern aus der slowenischen Steiermark hatte er nun Erfolgserlebnisse: 1996, 1997, 1998, 1999, 2000, 2001, 2003 und 2004 slowenischer Meister; 1996, 1997, 1998, 1999, 2000, 2001 und 2004 slowenischer Pokalsieger, sowie als Höhepunkt 2004 der Gewinn der EHF Champions League. Beim anschließenden Ausverkauf bei Celje war auch Perić betroffen: Der FC Barcelona nahm ihn unter Vertrag. Dort wurde er 2006 spanischer Meister und 2005 erneut Gewinner der EHF Champions League. 2006 nun wechselte er zu MKB Veszprém nach Ungarn.  2008 gewann er mit Veszprém den Europapokal der Pokalsieger und die ungarische Meisterschaft. 2011 war er für den katarischen al-Sadd Sports Club aktiv. 2011 kehrte er zu RK Celje zurück, wo er 2013 seine Karriere beendete.
Perić bestritt 207 Länderspiele für vier Nationalmannschaften. Mit Jugoslawien gewann er die Goodwill Games 1990 und die Mittelmeerspiele 1991. Bei der Europameisterschaft 1996 in Spanien gewann er mit der Bundesrepublik Jugoslawien genauso die Bronzemedaille wie bei der Weltmeisterschaft 1999. Mit Serbien und Montenegro nahm er an der Europameisterschaft 2004 teil, mit Serbien an der Europameisterschaft 2010.

## Trainerkarriere

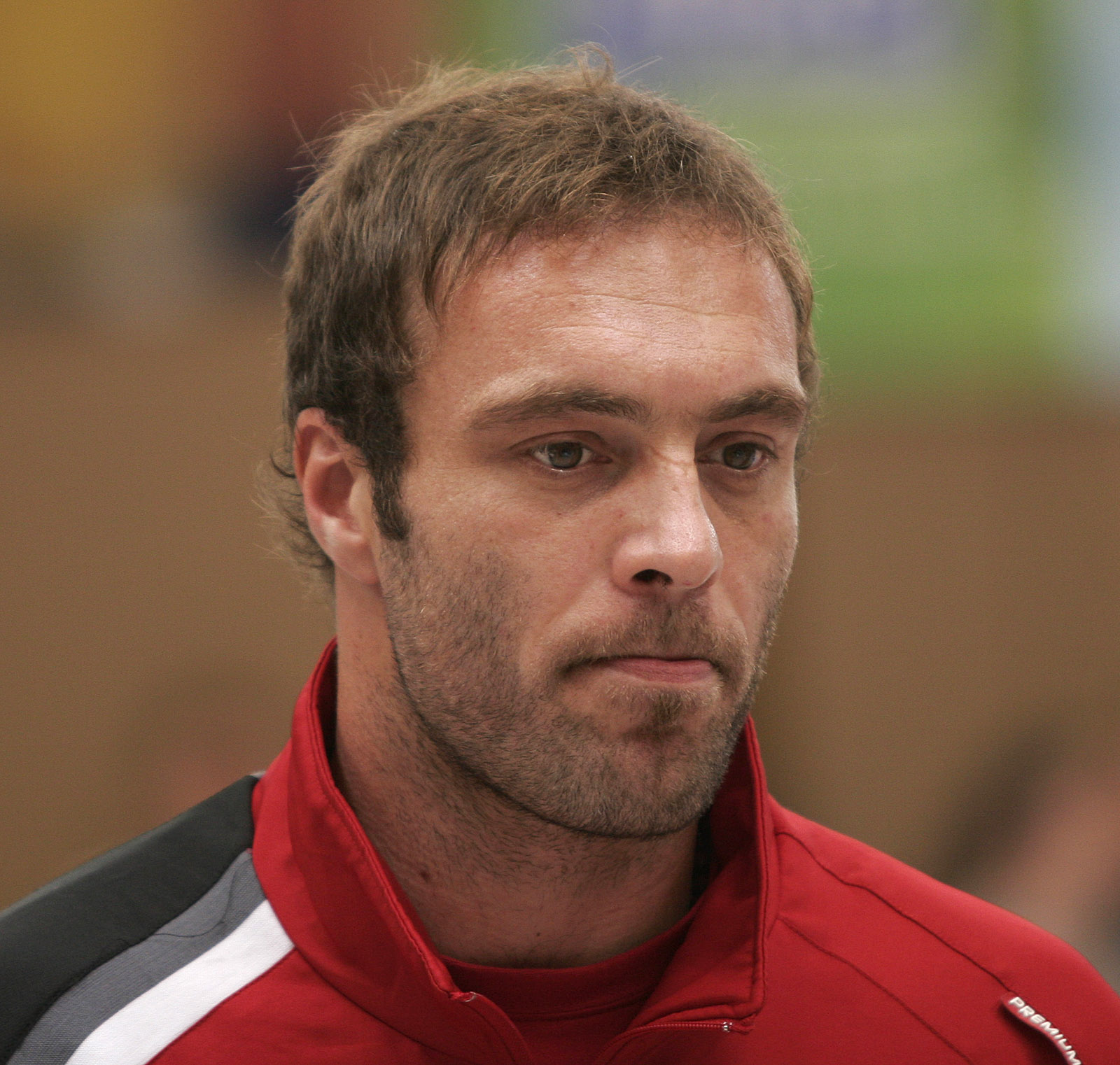
Dejan Perić

Perić arbeitete zunächst als Assistenztrainer der Serbischen Nationalmannschaft sowie Torwarttrainer bei Trainingscamps für internationale Jugendtorhüter in Kroatien. Von 2014 bis 2016 war er Cheftrainer Serbiens, so bei der Europameisterschaft 2016. Nach dem enttäuschenden 15. Platz bei der EM musste er gehen. Von 2018 bis 2020 war er Assistent seines ehemaligen Mitspielers in Celje, Eduard Kokscharow, bei der russischen Nationalmannschaft. Gleichzeitig war er Torwarttrainer beim nordmazedonischen Verein RK Vardar Skopje, mit dem er 2019 die Champions League gewann. Seit November 2020 steht er beim deutschen Bundesligisten Füchse Berlin als Torwarttrainer unter Vertrag.

## Privates
Sein Vater Bogosav Perić gewann mit Jugoslawien die Bronzemedaille bei der Weltmeisterschaft 1974. Sein Sohn Nikola ist ebenfalls Torwart. Seit seinen neun Jahren bei Celje Pivovarna Laško besitzt Perić auch einen slowenischen Pass, blieb Serbien aber immer treu.